# Christoph Meiners
Christoph Meiners (Warstade, Hemmoor -cerca de Ottendorf-, 31 de julio de 1747 – Gotinga, 1 de mayo de 1810) fue un filósofo e historiador alemán, partidario del poligenismo y la desigualdad de las razas humanas. Es conocido principalmente por sus críticas al concepto de Ilustración, su oposición personal a Immanuel Kant y Mary Wollstonecraft y por ser quien acuñó el término de "caucásico" para referirse a las personas blancas occidentales.

## Biografía
Recibió educación en un gymnasium de Bremen desde 1763, y en la Universidad de Gotinga entre 1767 y 1770. En 1772 comenzó a impartir clases, siendo nombrado en 1775 Weltweisheit (profesor titular). De 1788 a 1791 coeditó la revista anti-kantiana Philosophische Bibliothek. Escribió tratados de historia comparada e historia cultural.

## Teorías

### Teoría racial
El poligenismo de Meiner suponía que cada raza humana tenía un origen separado; por lo que se le considera un precedente del racismo científico. Meiners definió características físicas, mentales y morales de cada una de las razas que definía, construyendo una jerarquía racial basándose en los datos que en la época se daban por válidos en la comunidad científica (los círculos de eruditos que trataban el campo de estudio que terminó por constituir la antropología). La división de Meiner era dicotómica: una "bella raza blanca" y una "fea raza negra". En su obra The Outline of History of Mankind proclamaba como principal característica de una raza su belleza o fealdad. Las razas "feas" eran consideradas inferiores, inmorales y de condición cuasi-animal. Los negros se distinguían de los blancos por su carencia de virtudes y lo terrible de sus vicios.

The more intelligent and noble people are by nature, the more adaptable, sensitive, delicate, and soft is their body; on the other hand, the less they possess the capacity and disposition towards virtue, the more they lack adaptability; and not only that, but the less sensitive are their bodies, the more can they tolerate extreme pain or the rapid alteration of heat and cold; when they are exposed to illnesses, the more rapid their recovery from wounds that would be fatal for more sensitive peoples, and the more they can partake of the worst and most indigestible foods ... without noticeable ill effects.

Meiners anota que los negros sienten menos dolor que otras razas, y que carecen de emociones. Supone que sus nervios son más rudimentarios y no tan sensibles como los de otras razas. Llega a decir que sus sentimientos no son humanos, sino meramente animales. Refiere el caso de un negro condenado a muerte en la hoguera, quemado vivo, que a mitad de su suplicio pidió fumar una pipa, lo que se le concedió, y que fumó mientras su cuerpo seguía quemándose. Tras estudiar la anatomía de los negros, Meiners llegó a la conclusión de que sus dientes y colmillos eran mayores que los de cualquier otra raza, por lo que les atribuía la condición de carnívoros; y que su esqueleto es mayor, mientras que su cerebro es menor que el de cualquier otra raza. Atribuye a la raza negra la peor salud a causa de su pobre dieta, forma de vida y ausencia de moral.
Clasifica a los amerindios con las razas inferiores. Anota que no pueden adaptarse a climas diferentes a los que provienen, a diferentes comidas o modos de vida, y que cuando se les somete a condiciones nuevas caen en una "melancolía mortal". De la dieta de los indios indica que pueden alimentarse de cualquier clase de “foul offal” y que consumen grandes cantidades de alcohol. De textos que describen la conquista española de América anota como un hecho que el cuerpo de los indios era tan extremadamente grueso que las espadas difícilmente los perforaban, y que sus pieles eran más gruesas que las de los bueyes.
Entre los blancos, consideró a los celtas como la raza más noble, y anota su capacidad de conquistara varias partes del mundo; los supone más sensibles al frío y el calor, y su delicadeza se muestra en la forma en que seleccionan lo que comen. Frente a ellos, Meiners clasifica a los eslavos como una raza inferior, menos sensible y que se conforma con comer alimentos poco elaborados. Refiere casos de eslavos que comen setas venenosas sin afectarse por ello; y anota que sus técnicas médicas son tales como cocer a los enfermos en hornos o hacerlos rodar por la nieve.
Inferiores a los eslavos serían las razas del Medio Oriente y de Asia, todas ellas de inteligencia limitada y de viciosas inclinaciones, menos sensibles y adaptables.
En la extensa obra de Meiners titulada Researches on the variations in human nature (1815), estudia el comportamiento sexual de cada raza y llega a la conclusión de que los negros tienen impulsos sexuales excesivamente fuertes y pervertidos, mientras que los blancos los tienen en su justa medida.

### Teoría filosófica
Meiners también desarrolló su propia teoría filosófica. Según él, el objetivo de la filosofía debía centrarse en la cuestión sobre qué significa ser humano y no en divagaciones sobre metafísica, como trataban otros filósofos alemanes de la época. En su escrito A Revision of Philosophy (1772), Meiners muestra esta visión filosófica refutando las visiones de Gottfried Wilhelm Leibniz y Christian Wolff. 
A través de otras publicaciones suyas, Meiners trató la filosofía griega como única influyente en la tradición filosófica europea posterior, negando que esta recibiera influencias que no fueran propias. A su modo de ver, Europa tenía la capacidad de generar filosofía propia y de calidad no siendo así en Asia y África cuyas tradiciones filosóficas consideraba de segundo nivel e incluso infantiles.

## Obras
- Revision der Philosophy (1772)
- Geschichte des Ursprungs, Fortgangs und Verfalls der Wissenschaften in Griechenland und Rom (1781) two volumes
- Geschichte des Luxus der Athenienser von den ältesten Zeiten an bis auf den Tod Philipps von Makedonien  (1782)
- Grundriß der Geschichte der Menschheit (1785)
- Beschreibung Alter Denkmäler in Allen Theilen Der Erde (1786)
- Grundriß der Theorie und Geschichte der schönen Wissenschafften (1787)
- Ueber den thierischen Magnetismus (1788)
- Grundriß der Geschichte der Weltweisheit (1789)
- Aus Briefen über die Schweiz. Reisen im Sommer 1782 und 1788 (1791)
- Leben Ulrichs von Hutten (1797)
- Lebensbeschreibungen berühmter Männer aus den Zeiten der Wiederherstellung der Wissenschaften (1797) three volumes
- Beschreibung einer Reise nach Stuttgart und Strasburg im Herbste 1801 (1803)
- Untersuchungen über die Verschiedenheiten der Menschennaturen (1813) four volumes